# Bozilla
Bozilla (Hanôver, 31 de agosto de 2003) é uma lutadora profissional alemã que compete na Dream Star Fighting Marigold, onde conquistou uma vez o Marigold Twin Star Championship. Ela também é conhecida por seu tempo em várias promoções da cena independente alemã e europeia.

## Carreira na luta livre profissional

### Circuito independente alemão (2022–presente)
Bozilla fez sua estreia no wrestling profissional no IPW Germany Full Aggression, um show promovido pela Independent Pro Wrestling Germany, em 5 de março de 2022. Nesse evento, ela fez parceria com seu pai e treinador da vida real, Ulf Herman, para derrotar o Projeto Justitia (Hans Von Krupp e Janni Jarruk) em uma luta de duplas. Ela também competiu em promoções como Championship Of Wrestling (cOw), Independent Wrestling Innovation (IWI) e Power Of Wrestling (POW).

### Dream Star Fighting Marigold (2024–presente)
Em abril de 2024, Bozilla foi anunciada como uma competidora estrangeira da recém-criada promoção Dream Star Fighting Marigold. No evento inaugural, Fields Forever, realizado em 20 de maio, ela fez equipe com Sareee para derrotar Giulia e Utami Hayashishita. No Summer Destiny, em 13 de julho, Bozilla ficou em segundo lugar na final do torneio inaugural pelo Marigold United National Championship, após ser derrotada por Miku Aono. Durante o torneio, ela também derrotou Nagisa Nozaki nas primeiras rodadas. No Summer Gold Shine, em 19 de agosto, Bozilla se juntou a Chiaki, Myla Grace e Zayda Steel para derrotar Hayashishita, Mirai, Kizuna Tanaka e Victoria Yuzuki. No 2024 Dream Star Grand Prix, Bozilla competiu na Star League do torneio, onde somou um total de dez pontos, mas não conseguiu se classificar para a final. Na primeira noite do evento Fantastic Adventure, em 7 de outubro, ela fez parceria com Nagisa Nozaki para derrotar Sareee e Miku Aono. A storyline levou Bozilla a desafiar Sareee pelo Marigold World Championship na segunda noite do evento, em 24 de outubro, após Sareee exigir que Bozilla fosse a desafiante. No entanto, Bozilla não conseguiu conquistar o título. Na primeira noite do evento Winter Wonderful Fight, em 14 de novembro, ela se juntou a Myla Grace para derrotar Misa Matsui e Komomo Minami em uma luta de duplas.
No First Dream 2025, em 3 de janeiro, Bozilla fez equipe com Tank para derrotar o Dark Wolf Army (Nagisa Nozaki e Chiaki) e conquistar o Marigold Twin Star Championship.

#### Circuito independente japonês (2024–presente)
Durante sua excursão ao Japão, Bozilla competiu frequentemente na cena independente japonesa como uma talento especial de joshi enviada pela Dream Star Fighting Marigold. Na noite das finais da edição de 2024 do N-1 Victory da Pro Wrestling Noah, Bozilla se uniu a Kizuna Tanaka, Kouki Amarei e Miku Aono, mas foram derrotadas por Great Sakuya, Miyuki Takase, Sandra Moone e Takumi Iroha. No Monday Magic Autumn Vol. 3, em 11 de novembro de 2024, Bozilla competiu em uma battle royal para determinar a campeã inaugural do GHC Women's Championship, que foi vencida por Kouki Amarei.

## Títulos e prêmios
- Athletik Club Wrestling
  - ACW Tag Team Championship (1 vez) – com Ulf Herman
- Dream Star Fighting Marigold
  - Marigold Twin Star Championship (1 vez) – com Tank
  - Prêmio Dream★Star GP (1 vez)
    - Prêmio de Desempenho Extraordinário (2024)[16]

  - Prêmios de Fim de Ano da Marigold (1 vez)
    - Prêmio de Espírito de Luta (2024)[17]
- Pro Wrestling Illustrated
  - PWI a colocou na #75ª posição das 250 melhores lutadoras individuais no PWI Women's 250 em 2024[18]
- Sirius Sports Entertainment
  - Sirius Women's Championship (1 vez)